# Ștefan cel Mare (Neamț megye)
Ștefan cel Mare település Romániában, Moldvában, Neamț megyében.

## Fekvése
Karácsonkőtől (Piatra Neamț) északkeletre, a 208G út mellett fekvő település.

## Leírása
2002-ben 3429 lakosa volt, melyből 3414 román, 2 magyar és egyéb  volt. Ebből 3316 ortodox, 7 római katolikus, 2 református, 3 görögkatolikus a többi egyéb vallású volt.